# キム・テヨン (女優)
キム・テヨン（金兌姸、1976年1月3日 - ）は、韓国の女優。

## 来歴
韓国映画界の前衛として知られるチャン・ソヌが監督し2000年に公開された映画『LIES 嘘』で、年上の彫刻家と付き合うヒロインの高校生Y役を演じて映画界にデビューした。この作品は韓国では検閲を経て「青少年観覧不可」とされた。
その後2003年1月から4月まで放送され人気になった連続テレビドラマ『オールイン 運命の愛』にカジノのディーラー、ジェニー役で出演した。
以降連続テレビドラマの出演が続き、2003年5月から7月まで放送された『男の香り』では「ナイトクラブの三流歌手」チョン・ミンスク役を演じ、2005年から2006年にかけて放送された『愛もリフィルできますか?』では専業主婦ホン・ソンジュ役を演じ、2007年に放送された『スキャンダル! 新良妻賢母』ではシナリオ作家イム・テラン役を演じた。以上の連続テレビドラマ3作では主演者の一人として作品の主要な役柄を演じた。

## 主な出演作品

### 映画
- 2000年 LIES 嘘（朝鮮語版）[9]
- 2001年 그녀에게 잠들다（朝鮮語版）[2]
- 2004年 풀리쉬 게임 Foolish Game（朝鮮語版）[2]

### テレビドラマ
- 2000年 SBS 「ローズ」（オムニバス・ドラマ『ラブストーリー（朝鮮語版）』の第5編）[2][10]
- 2003年 SBS オールイン 運命の愛[2][11]
- 2003年 SBS 千年の愛（朝鮮語版）[2][12]
- 2003年 MBC 男の香り（朝鮮語版）[9]
- 2004年 SBS 소풍가는 여자（朝鮮語版）[2][13]（遠足に行く女）
- 2004年 SBS 男が愛する時（朝鮮語版）[9][14]
- 2005年 KBS 愛もリフィルできますか（朝鮮語版）[9]
- 2007年 MBC スキャンダル! 新良妻賢母（朝鮮語版）[9]